# William Gaminara
William Gaminara, né le 21 janvier 1956, est un acteur et scénariste anglais, probablement connu pour avoir joué le professeur Leo Dalton sur la série télévisée Affaires non classées, de 2002 à 2013.

## Enfance
Gaminara a grandi en Zambie et a contracté la polio pendant son enfance.

## Éducation
Gaminara a fait ses études au Winchester College, une école indépendante pour les garçons dans la ville de Winchester, dans l'Hampshire, suivie du Lincoln College, à l'Université d'Oxford. Il est marié à l'actrice anglaise Kate Verrou, et, ensemble, ils ont deux fils : Joe et Fred. Ils vivent à Londres.

## Carrière
Gaminara a joué le rôle du docteur Richard Locke dans The Archers. Il a également fait des voix dans des livres audio, comme dans Sharpe (en).
En 2015, Gaminara est apparu dans le rôle de Samuel Harrogate dans la série télévisée de la BBC, Father Brown (en), dans l'épisode 13 de la saison 3 : "The Paradise of Thieves".

## Rôles notables

### Radio
- 1992 - : The Archers dans le rôle du Dr Richard Locke[6]

### Télévision
- 1991 - 1996 : The Bill : Inspecteur Bruce / Dr Anthony Perry
- 1996 : Dangerfield (en) dans "Games" : Matthew Davidson
- 1997 : Rag Nymph dans les épisodes 1 et 2 de la saison 2 : M. Quinton
- 1997 : The Moth : M. Quinton (téléfilm)
- 1998 : The Borker's Man dans "Pensioned Off" : Supt Staples
- 1999 : Hope & Glory : Colin Ward
- 2000 : The Law : Alan Vine (téléfilm)
- 2000 : Attachments : Will Newman
- 2001 : People Like Us (en) dans "The Airline Pilot" : Capitaine Paul Connors
- 2002 : The Gist : Phillip Boden (téléfilm)
- 2003 : MI-5 dans "Spiders" : Victor Gleeson
- 2002 - 2013 : Affaires non classées : Professeur Leo Dalton
- 2015 : Father Brown (en) dans "The Paradise of Thieves" : Samuel Harrogate